# Улица полна неожиданностей
«Улица полна неожиданностей» — советский художественный полнометражный цветной фильм, снятый режиссёром Сергеем Сиделёвым на киностудии «Ленфильм» в 1957 году.
Премьера фильма в СССР состоялась 21 января 1958 года.

## Сюжет
Главный бухгалтер Порфирий Петрович Смирнов-Алянский, хорошо погулявший на юбилее своего коллеги — кассира Ивана Захаровича Воднева, ночью забирается в будку регулировщика и нарушает движение транспорта на одной из улиц Ленинграда, однако прибывший постовой Василий Шанешкин по ошибке доставляет в отделение милиции не сбежавшего нарушителя, а вполне порядочного кассира Воднева. Ко всему прочему, Воднев, несправедливо обиженный милицией, оказывается отцом девушки Василия — Кати. Василий признаёт свою вину, но, не решившись объясниться, оставляет рассерженного Ивана Захаровича с плохими мыслями о советской милиции.
К счастью, молодому сержанту вскоре представляется возможность доказать окружающим ответственность и добросовестность работников милиции — преступник Владимир Званцев под видом молодого художника входит в доверие к семье Воднева, и вместе с сообщниками совершает разбойное нападение на кассира, похитив у того крупную сумму денег. Сержант Шанешкин бесстрашно бросается в опасную погоню…

## В ролях
- Леонид Харитонов — Василий Шанешкин, сержант милиции
- Всеволод Ларионов — Владимир Званцев, художник-аферист
- Георгий Черноволенко — Иван Захарович Воднев, кассир Стройтреста
- Яков Родос — Порфирий Петрович Смирнов-Алянский, главбух Стройтреста
- Джемма Осмоловская — Катя, дочь Воднева
- Вера Карпова — Лиза, дочь Смирнова-Алянского
- Ольга Порудолинская — Надежда Павловна, жена Воднева
- Тамара Евгеньева-Иванова — Мария Михайловна, жена Смирнова-Алянского
- Евгений Леонов — Евгений Павлович Сердюков, младший сержант милиции
- Георгий Семёнов — Егоров, майор милиции
- Александр Орлов — продавец зоомагазина
- Саша Соболева — «Козлик», потерявшаяся девочка
- Людмила Макарова — мама «Козлика»

## В эпизодах
- Константин Адашевский — Андреич, швейцар ресторана
- Анатолий Абрамов — подвыпивший гражданин
- Зоя Александрова — Мамаева, лейтенант милиции
- Игорь Боголюбов — грабитель
- Майя Забулис — кассирша в зоомагазине
- Михаил Медведев — Сергей Николаевич, сослуживец Воднева
- Леонид Макарьев — профессор Познанский
- Павел Первушин — грабитель
- Павел Рудаков — муж в отделении милиции
- Сергей Сорокин — Сергей Александрович, аккомпанирующий на гитаре
- Людмила Шкелко — сестра Шанешкина
- Сергей Филиппов — постовой милиционер, старшина

В титрах не указаны
- Владимир Васильев — служащий Стройтреста, сослуживец Воднева
- Николай Гаврилов — посыльный с цветами
- Нина Дробышева — студентка в очках
- Кира Крейлис-Петрова — прохожая
- Николай Кузьмин — получатель денег в кассе Стройтреста
- Георгий Куровский — гость Воднева
- Рэм Лебедев — свидетель происшествий
- Василий Максимов — профессор университета
- Александра Матвеева — сослуживица Воднева
- Александр Мельников — бухгалтер
- Евгений Новиков — «облитый» прохожий
- Виктор Новосельский — милиционер
- Мария Призван-Соколова — жена в отделении милиции
- Лев Степанов — пьяный хулиган у фонтана / гражданин, слушающий воображаемое выступление Шанешкина
- Аркадий Трусов — гражданин, слушающий воображаемое выступление Шанешкина
- Николай Шавыкин — пьяный хулиган у фонтана
- Сергей Юрский — прохожий в шляпе и с булочкой
- Нина Ургант — отдыхающая в Петергофском парке

## Съёмочная группа
- Автор сценария — Леонид Карасёв
- Режиссёр-постановщик — Сергей Сиделёв
- Главный оператор — Сергей Иванов
- Художник — Виктор Савостин
- Режиссёр — Екатерина Сердечкова
- Оператор — Вадим Грамматиков
- Композитор — Надежда Симонян
- Текст песен Александра Чуркина
- Звукооператор — Ирина Черняховская
- Консультант — Ю. Лукьянов
- Монтажёр — Раиса Изаксон
- Оркестр Ленинградской государственной филармонии

Дирижёр — Николай Рабинович
- Директор картины — Полина Борисова

## Музыкальная дорожка
В фильме звучит романс санкт-петербургского композитора и дирижёра XIX века Андрея Оппеля «Забыли вы!» («Глядя на луч пурпурного заката…»), на стихи русского поэта и переводчика Павла Козлова. Аккомпанирует на гитаре знаменитый советский гитарист, аккомпаниатор и певец Сергей Сорокин.